# Федченко, Дарья Никитовна
Дарья Никитична Федченко (1894, Мощеное, Подольская губерния — 1990, Мощеное, Кировоградская область) — украинская советская деятельница, новатор сельскохозяйственного производства, бригадир полеводческой бригады колхоза имени Сталина Гайворонского района Одесской (ныне — Кировоградской) области. Депутат Верховного Совета СССР 1-го созыва.

## Биография
Родилась в 1894 (по некоторым данным — в 1892) году в семье крестьянина-бедняка. С юных лет батрачила у помещиков, работала в сельском хозяйстве.
С 1930 года — колхозница, с 1934 года — бригадир полеводческой бригады колхоза имени Сталина села Мощеного Гайворонского района Одесской (ныне — Кировоградской) области. Достигала высоких урожаев сахарной свеклы, собирала по 380 центнеров свеклы с гектара.
Избиралась делегатом Чрезвычайного VIII съезда Советов, делегатом Второго Всесоюзного съезда колхозников-ударников.
Работала заместителем председателя исполнительного комитета Гайворонского районного совета депутатов трудящихся Кировоградской области.
Потом — на пенсии в селе Мощеное Гайворонского района Кировоградской области.

## Награды
- орден Ленина (30.12.1935)